# Shaqlawa (distrikt i Irak)
Shaqlawa är ett distrikt i Irak.   Det ligger i provinsen Arbil, i den norra delen av landet, 300 km norr om huvudstaden Bagdad.